# Овсяниково (Калязінський район)
Овсяниково (рос. Овсяниково) — присілок в Калязінському районі Тверської області Російської Федерації.
Населення становить 12 осіб. Входить до складу муніципального утворення Алфьоровське сільське поселення.

## Історія
Від 2005 року входило до складу муніципального утворення Алфьоровське сільське поселення.

## Населення
| 2010 |
| ---- |
| 12   |